# 拉斯基夫齊
49°10′39″N 25°34′8″E / 49.17750°N 25.56889°E
拉斯基夫齊（烏克蘭語：Ласківці）是位於烏克蘭西部特諾皮爾州裏特諾皮爾區的村莊，始建於1443年，面積8平方公里，2021年人口1,745，人口密度每平方公里243.3人。
1. ↑  .   [2024-10-26]. （原始内容存档于2024-07-06） （乌克兰语）.